# Baie de Gunnamatta

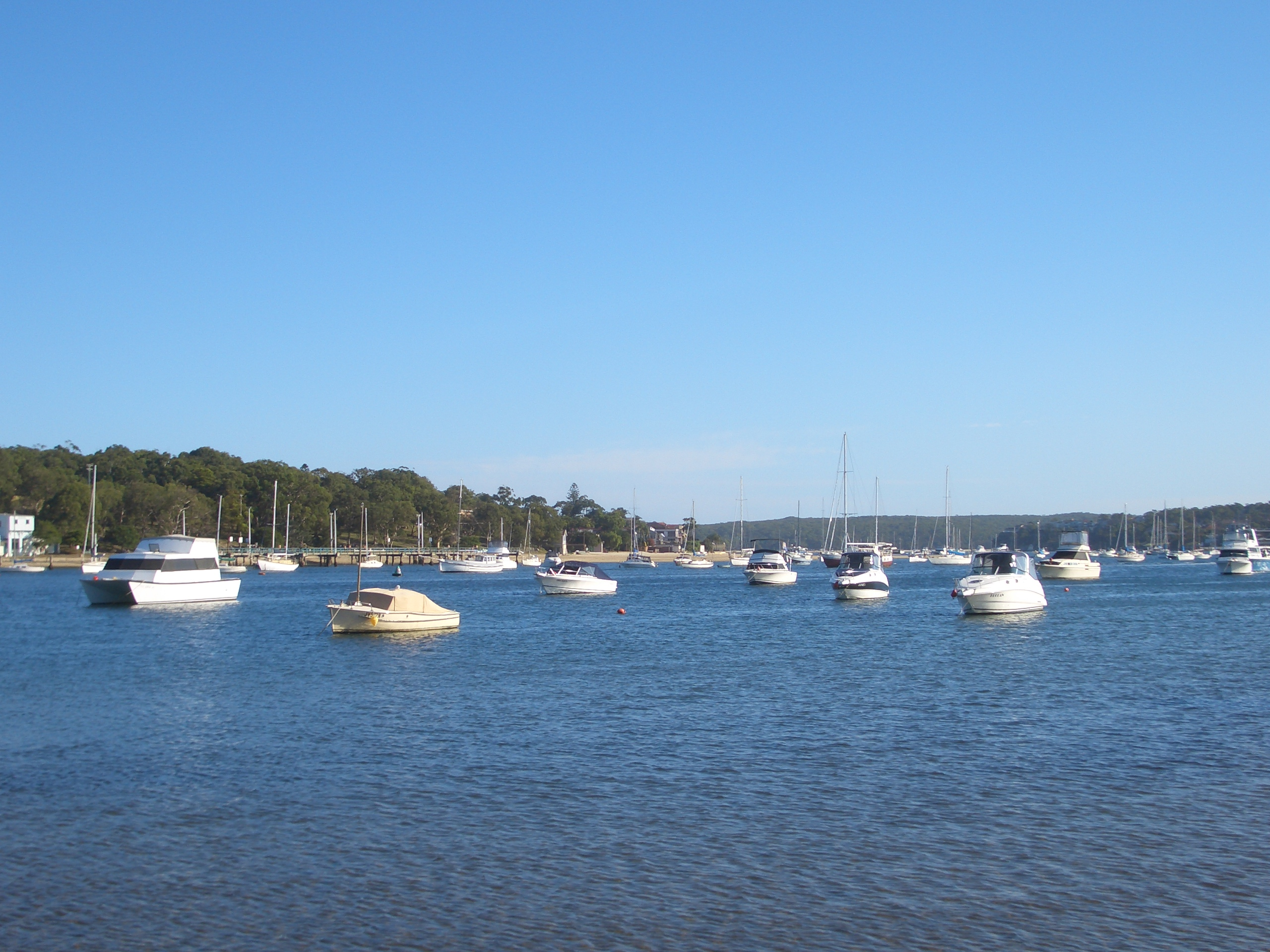

La baie de Gunnamatta, en anglais Gunnamatta Bay, est une petite baie dans le sud de Sydney, en Nouvelle-Galles du Sud, en Australie.
La baie de Gunnamatta est situé près de l'estuaire de Port Hacking, dans le comté de Sutherland. L'estran est une frontière naturelle pour les banlieues de Cronulla à l'est, Woolooware au nord et Burraneer à l'ouest.